# Baltschieder
Baltschieder (toponimo tedesco) è un comune svizzero di 1 308 abitanti del Canton Vallese, nel distretto di Visp.

## Monumenti e luoghi d'interesse

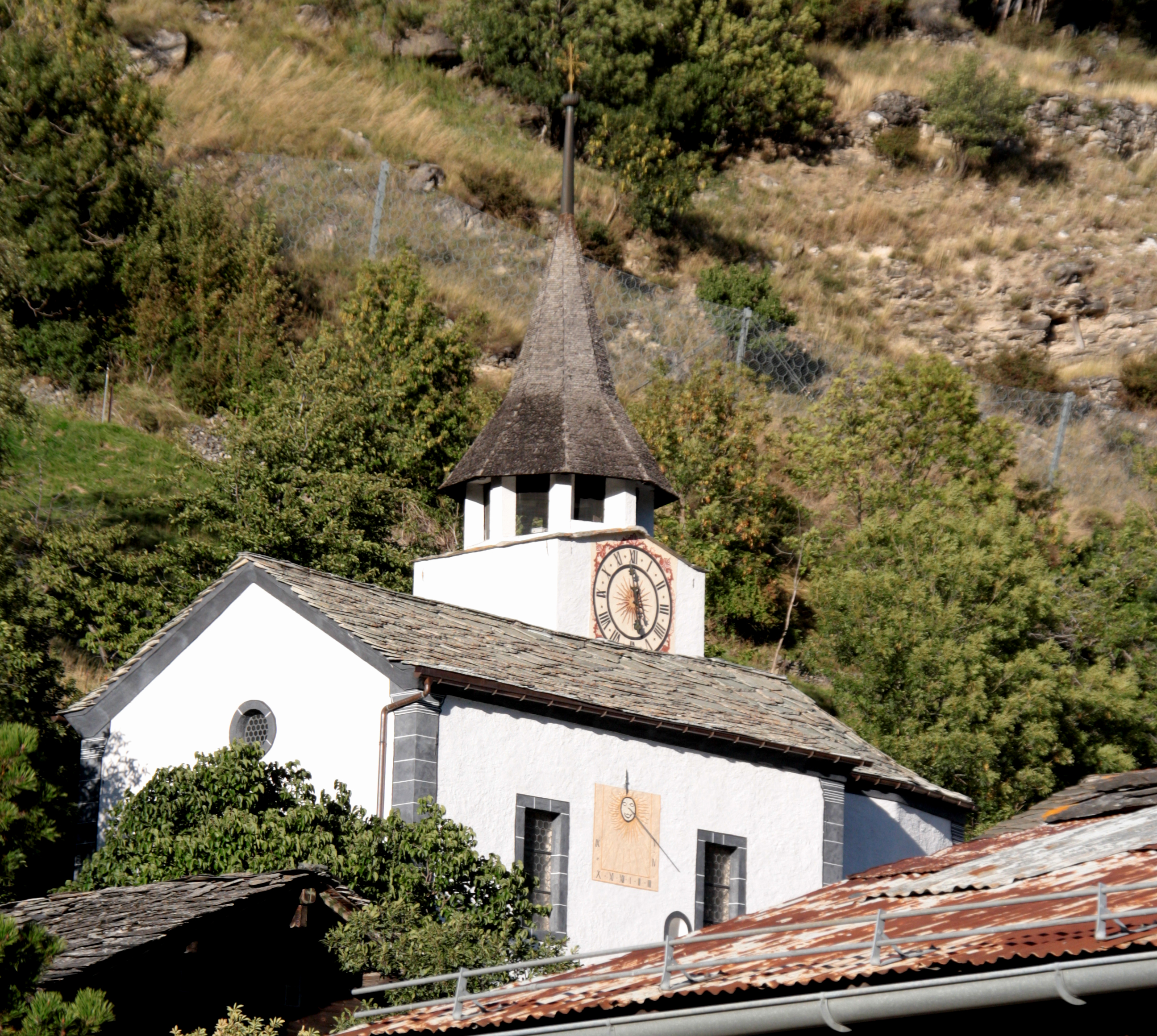
La cappella di San Sebastiano

- Cappella cattolica di San Sebastiano, eretta nel 1558 e ricostruita nel 1636-1643 e nel 1740-1766[1].

## Società

### Evoluzione demografica
L'evoluzione demografica è riportata nella seguente tabella:
Abitanti censiti

## Amministrazione
Ogni famiglia originaria del luogo fa parte del cosiddetto comune patriziale e ha la responsabilità della manutenzione di ogni bene ricadente all'interno dei confini del comune.